# 1149 Volga
1149 Volga là một tiểu hành tinh vành đai chính bay quanh Mặt Trời. Approximately 56 kilometers in diameter, Nó hoàn thành một chu kỳ quay quanh Mặt Trời là 5 năm. Chu kỳ tự quanh là 28 giờ. Nó được phát hiện bởi Evgenii Fedorovich Skvortsov ở Simeiz Observatory ngày 1 tháng 8 năm 1929. Nó được đặt theo tên Volga River, the largest river ở Europe và one of the principal ones thuộc Nga. The name was proposed bởi the Institute of Theoretical Astronomy ở Leningrad. The tên chỉ định was 1929 PF.